# ルイ・ドゥリュック

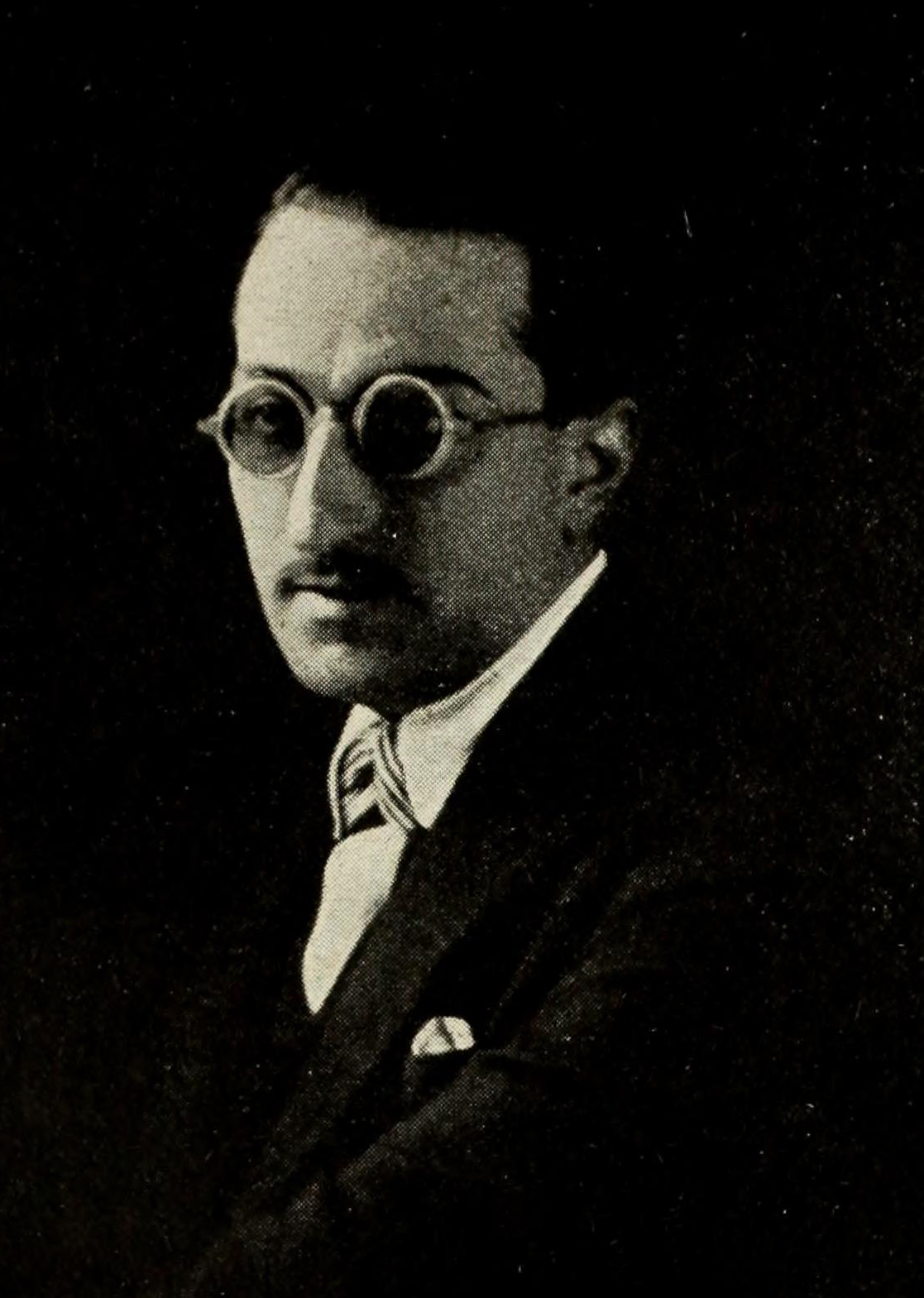
ルイ・ドゥリュック

ルイ・ドゥリュック（Louis Delluc、1890年10月14日 カドゥアン（現：ル・ビュイソン=ド=カドゥアン） - 1924年3月22日 パリ）は、フランスの映画監督、脚本家、映画批評家、著述家。33歳で夭折したが少数の映画作品と数々の著作を残し、毎年の最高のフランス映画に与えられる「ルイ・デリュック賞」に名を残す。

## 来歴・人物
1890年10月14日、フランス・ドルドーニュ県カドゥアンに生まれる。1903年、家族とともにパリに移り住む。古典を修めたのち、ジャーナリズムの道へ進む。スペクタクル芸術の批評、詩、小説などたくさんのものを書いた。芸術映画、ニュース映画、軽映画など当時の映画に対しては非常にクリティカルであった。
戦時中、ポール・クローデルのミューズであり通訳であるエーヴ・フランシスと結婚した。彼女がデリュックにアメリカ映画を発見させた。
1917年から、映画批評の世界に身を投じ、数え切れないほどの記事や草稿を書き、「シネアスト」という語を発明した。幼なじみのレオン・ムーシナックとともに、フランスにおける初めての独立系理論家、批評家となった。
わずか5年のうちに、横溢する活動の兆候を示す。雑誌『Le Journal du Ciné-club』と『Cinéa』を編集し、複数のシネクラブを創設し、とりわけ7本の映画を演出した。なかでも『La Femme de nulle part』（1922年）と『狂熱』（1921年）の2本はフランス映画史に残る傑作である。また、フォトジェニーの理論を提唱し、その演出は、自然な美術装飾を生かし、ジェスチャー表現や突発的変化を抑えたものであった。トーキー出現までの1920年代映画を特徴づける前衛映画の先駆であった。後のフランス映画を代表するアベル・ガンス、ジェルメーヌ・デュラック、マルセル・レルビエ、ジャン・エプスタン、ルネ・クレールなどに影響を与えた。
1924年、最後の映画『洪水』をローヌ川の谷で撮影中に、非常に悪い気候条件であったため重度の肺炎に罹患し、同年3月22日、33歳でその短い生涯を閉じた。

## フィルモグラフィ
- Fumée noire　1920年　監督
- 沈黙 Le Silence　1920年　監督
- エルノアからの道 Le Chemin d'Ernoa　1920年　監督
- 狂熱 Fièvre　1921年　監督・脚本
- Le Tonnerre　1921年　監督
- La Femme de nulle part　1922年　監督・脚本
- 洪水 L'Inondation　1924年　監督・脚本